# Moon (film)
Moon is een Britse onafhankelijke film uit 2009 van regisseur Duncan Jones. De hoofdrol wordt vertolkt door Sam Rockwell. De film won een BAFTA voor beste debuut.

## Verhaal
Sam Bell is een astronaut die zich alleen op de Maan bevindt. Voor een periode van bijna drie jaar heeft hij het ruimtestation bemand. Hij kon daarbij rekenen op de hulp van de pratende computer GERTY. Binnen enkele weken mag Sam eindelijk terug naar huis. Maar wanneer hij op inspectie gaat, gebeurt er een ongeluk.
Sam komt in de ziekenboeg terug bij bewustzijn. GERTY raadt hem aan te rusten en binnen te blijven. Maar Sam ontdekt dat GERTY stiekem een rechtstreekse verbinding heeft met het moederbedrijf op Aarde. Sam mag dan toch even naar buiten en gaat meteen terug naar de plaats van het ongeluk. Daar vindt hij een astronaut die er hetzelfde uitziet als hij.
Sam vraagt om uitleg, maar GERTY zwijgt. De twee identieke astronauten denken allebei dat ze Sam Bell zijn, maar vertrouwen elkaar niet. Beetje bij beetje ontdekken ze de waarheid en beseffen ze beiden dat ze klonen zijn van de originele Sam Bell. Een van de klonen vindt zelfs de geheime ruimte waar de nieuwe klonen liggen. De twee astronauten willen terug naar de Aarde vliegen en laten daarom een derde kloon wakker worden. Maar een van de klonen lijkt niet lang meer te leven, zeker wanneer hij ontdekt dat zijn zogenaamde vrouw op Aarde al lang overleden is. Terwijl de derde kloon wakker wordt, vlucht zijn overgebleven voorganger met een ruimtecapsule naar de Aarde.

## Rolverdeling
- Sam Rockwell - Sam Bell Kloon #1
- Kevin Spacey (stem) - GERTY
- Robin Chalk - Sam Bell Kloon #2
- Dominique McElligott - Tess Bell
- Kaya Scodelario - Eve

## Productie

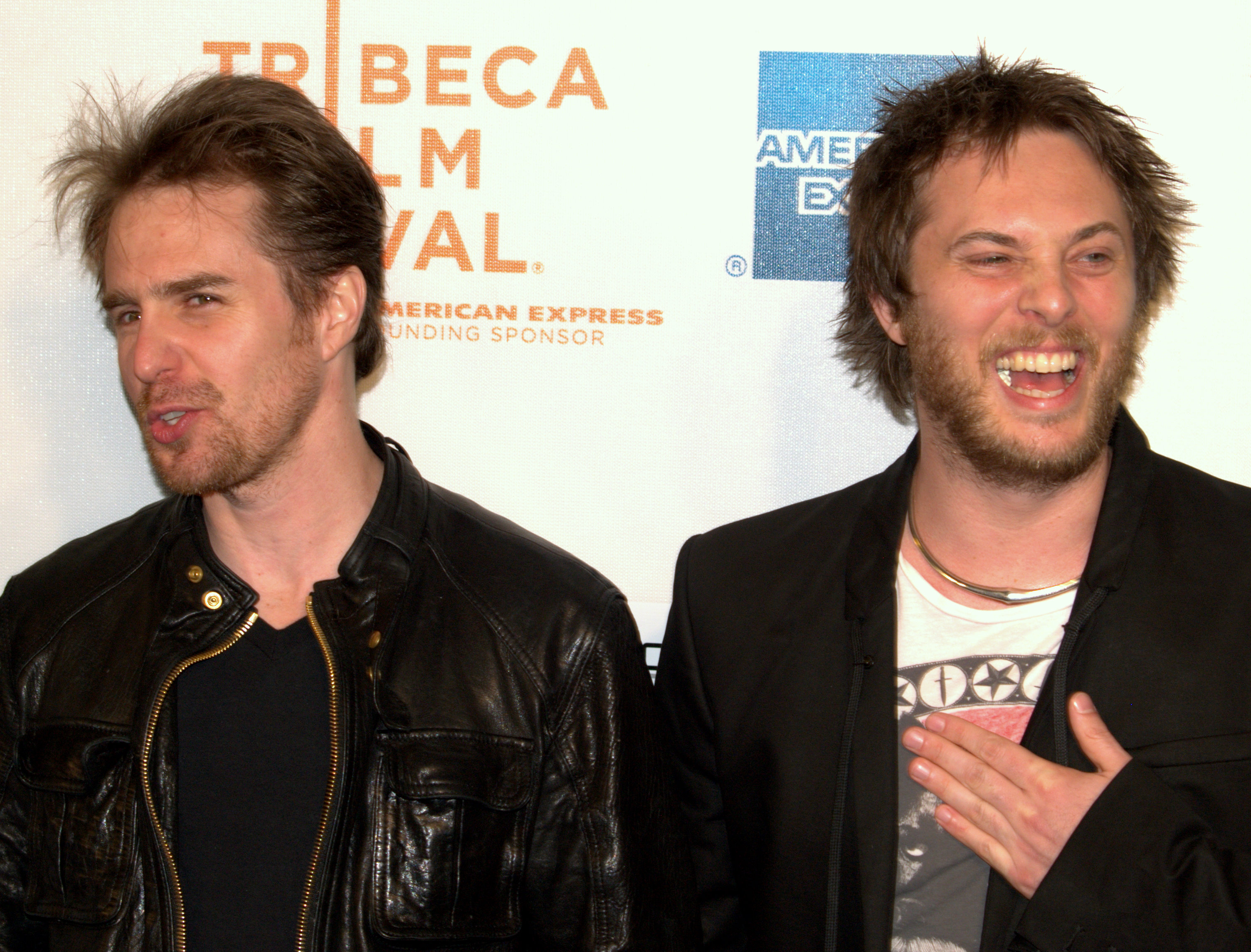
Hoofdrolspeler Sam Rockwell (l) en regisseur Duncan Jones (r) tijdens de première van Moon op het Tribeca Film Festival (2009).

Duncan Jones schreef het scenario voor Moon samen met Nathan Parker. Voor Jones was het zijn eerste langspeelfilm, voordien was hij actief als reclamemaker. Naar verluidt schreef Jones het verhaal met acteur Sam Rockwell in gedachten. De film moest tevens een hommage worden aan de scifi-films van de jaren 1970-'80. Films als 2001: A Space Odyssey (1968), Silent Running (1972), Solaris (1972), Alien (1979) en Outland (1981) dienden dan ook als inspiratiebron.
Het budget van de film bedroeg 3,7 miljoen euro. De opnames duurden 33 dagen en vonden voornamelijk plaats in een filmstudio. Om de kosten zo laag mogelijk te houden, rekende de regisseur op zijn ervaringen als reclamemaker en gebruikte hij weinig acteurs. Jones koos er ook bewust voor om geen digitale animatie te gebruiken, maar wel miniaturen. Deze werden ontworpen door o.a. Bill Pearson, die eerder ook meewerkte aan het design van de film Alien. Door de staking van de WGA in 2007-'08 kon Jones ook een beroep doen op enkele bekende medewerkers die anders onbeschikbaar zouden zijn.

## Ontvangst
Moon kreeg veel positieve reviews. Op Rotten Tomatoes gaven 89% van de critici de film een positieve review en een gemiddelde score van 7,4/10. Op Metacritic kreeg de film een gemiddelde score van 67/100 gebaseerd op 29 reviews.

## Trivia
- Duncan Jones is de zoon van zanger David Bowie.
- Jones had na de voltooiing plannen voor nog een of twee films, die zich zouden afspelen rond hetzelfde thema als dat van Moon.
- De film ging in première op het Sundance Film Festival.